# Полікурівський меморіал
Поліку́рівський меморіа́л — меморіал на Полікуровському пагорбі міста Ялти розташований на місці колишнього Масандрівського кладовища, яке було зруйноване в роки нацистської окупації. Його добре видно з Набережної і інших вулиць міста.

## Історія
Меморіал створений в 1967 році як збірний некрополь видатних діячів історії і культури, які жили в Ялті і її околицях і були раніше поховані на Масандровському, Старому Аутському (нині сквер імені Батурина), Дворянському і інших знищених нині кладовищах Південного берега Криму. Центральний парадний вхід фанерований могильними плитами, викопаними із землі в 1960-х роках і перетвореними на матеріал для підпірних стін. Свого часу на кладовищі посаджено багато кипарисів, тому здалека воно видніється як темна пляма на схилі пагорба.
В 1977–1982 роках некрополь був реконструйований за проектом архітектора Золотова. У 1982 році була встановлена пам'ятна стела з іменами тих людей, місце поховання яких точно не встановлене.

## Поховання
Меморіал складається з 18 надгробків, і стели з 7 іменами похованих на Масандровському кладовищі і 3 іменами похованих на Аутському кладовищі.

### Могили
- Амані Микола Миколайович (1872—1904) — російський композитор;
- Арендт Микола Андрійович (1833—1893) — доктор медицини, основоположник науки про планетаризм;
- Васильєв Федір Олександрович (1850—1873) — російський художник;
- Водовозов Микола Васильович (1870—1896) — вчений-публіцист;
- Ганський Олексій Павлович (1870—1908) — російський астроном, геодезист і гравіметрист;
- Григорук Євген Максимович (1899—1922) — український поет, організатор друкарської справи;
- Дмитрієв Володимир Миколайович (1838—1904) — доктор медицини, громадський діяч;
- Ешліман Карл Іванович (1808—1893) — один з перших архітекторів Південнобережжя і Ялти;
- Ешліман Еммануїл Карлович (1842—1900) — син Ешлімана Карла Івановича;
- Калінніков Василь Сергійович (1866—1900) — російський композитор;
- Мачтет Григорій Олександрович (1852—1901) — російський письменник;
- Мравіна Євгенія Костянтинівна (1864—1914) — російська співачка;
- Найдьонов Сергій Олександрович (1868—1922) — російський письменник і драматург;
- Руданський Степан Васильович (1834—1873) — український поет;
- Тюшева Ганна Миколаївна (1893—1910);
- Ханжонков Олександр Олексійович (1877—1945) — кінодіяч;
- Чернов Дмитро Костянтинович (1839—1921) — російський металург, професор металургії Михайлівської артилерійської академії;
- немовля Лосєв Григорій.

### Пам'ятна стела
Про поховання на Масандрівському кладовищі:
- Дерижанов Мартирос Семенович (1867—1900) — ялтинський лікар-демократ, громадський діяч;
- Ельтеков Олександр Павлович (1846—1894) — російський хімік, професор Київського і Харківського університетів, автор правила Ельтекова.
- Зібер Микола Іванович (1844—1886) — професор Київського університету;
- Зуєв Гаврило Володимирович (1873—1902) — організатор і перший керівник комітету РСДРП в Ялті в 1900—1902 роках;
- Средін Леонід Валентинович (1860—1909) — ялтинський лікар-демократ, громадський діяч;
- Усатов Дмитро Андрійович (1849—1913) — співак, артист Большого театру, вчитель Ф. І. Шаляпіна;
- Штангеєв Федір Тимофійович (пом. 1900) — лікар.

Про поховання на Аутському кладовищі:
- Жевандрова Параска Федорівна (пом. 1907) — агент ленінської «Іскри» на півдні Росії;
- Радін Леонід Петрович (1860—1900) — революціонер, автор пісні «Смело товарищи в ногу», хімік, винахідник;
- Ребіков Володимир Іванович (1866—1920) — російський композитор, піаніст.